# La moglie di mio marito
La moglie di mio marito è un film del 1961 diretto da Tony Roman, tratto dalla commedia Mia moglie mi piace di più di Luis Tejedor e José Alfayate.

## Trama

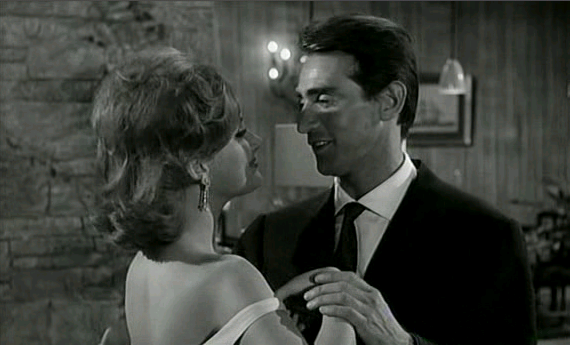
Walter Chiari e Yvonne Bastien in una scena del film

Giulio è un agente pubblicitario; per concludere un importante contratto con un industriale di frigoriferi, si trasferisce per un fine settimana con la sua amante, Carla, che presenta come la moglie, nella villa del loro capo. Insieme a lui c'è anche Giorgio, un disegnatore arrivato da Milano, che si accompagna per un'avventura con una donna con la quale si era scontrato facendo manovra in auto, ignorando che si tratta in realtà di Elena, la moglie di Giulio, decisa a rendere pan per focaccia al marito. È l'inizio di una serie di equivoci, fino a quando tutto si ricompone grazie al provvidenziale intervento dell'industriale, che si era accorto dell'inganno perpetrato ai suoi danni.  Alla fine l'industriale firma il sospirato contratto, con grande soddisfazione del capo dell'agenzia, sopraggiunto nel frattempo, e che trova in Carla la sua nuova fiamma.

## Colonna sonora
- La moglie di mio marito, di Giorgio Fabor e Dino Verde, cantata da Wilma De Angelis
- Tu non sei più tu, di Giorgio Fabor e Dino Verde, cantata da Wilma de Angelis